# 詹姆斯·菲茨-艾伦·米切尔
詹姆斯·菲茨-艾伦·米切尔爵士（英語：Sir James Fitz-Allen Mitchell，KCMG PC MP，1931年5月15日—2021年11月23日），聖文森及格瑞那丁總理，新民主党主席。

## 生平
米切尔1931年3月15日生于圣文森特岛貝基亞島，就读于圣文森特中学、特立尼达帝国热带农学院和不列颠哥伦比亚大学。1958年至1960年任农业研究员，1964年至1965年任职于英国海外发展部。1966年加入圣文森特工党，1967年任贸易、农业、劳工和旅游部长，1972年被开除党籍，1972年4月当选众议员，并任圣文森特总理。1975年12月参与组建新民主党并任主席，1979年12月议会选举落选，次年7月重新当选众议员，1982年7月任反对党领袖。1984年7月任圣文森特和格林纳丁斯总理兼财政、计划、外交和格林纳丁斯事务部长，1989年5月连任。